# Priotyrannus
Priotyrannus är ett släkte av skalbaggar. Priotyrannus ingår i familjen långhorningar.
Kladogram enligt Catalogue of Life:
| Priotyrannus | \| \| Priotyrannus closteroides \| \| \| \| \| \| Priotyrannus hueti \| \| \| \| \| \| Priotyrannus megalops \| \| \| \| \| \| Priotyrannus mordax \| \| \| \| |
|              | \| \| Priotyrannus closteroides \| \| \| \| \| \| Priotyrannus hueti \| \| \| \| \| \| Priotyrannus megalops \| \| \| \| \| \| Priotyrannus mordax \| \| \| \| |
|              | Priotyrannus closteroides |
|              | |
|              | Priotyrannus hueti |
|              | |
|              | Priotyrannus megalops |
|              | |
|              | Priotyrannus mordax |
|              | |